# Задков, Виктор Николаевич
Виктор Николаевич Задков (родился 15 августа 1958 года в Челябинске, СССР) – советский, российский физик, специалист по лазерной физике и нелинейной оптике, лазерно-индуцированной динамике молекул, физике квантовой информации и нанофотонике. Директор института спектроскопии РАН (с 2015 г.), профессор физического факультета МГУ им. М.В. Ломоносова (с 2015 г.), зав. кафедрой квантовой оптики и нанофотоники Факультета физики НИУ Высшая Школа Экономики (с 2016 г.).

## Биография
В.Н. Задков родился 15 августа 1958 г. в Челябинске. Окончил физический факультет МГУ им. М.В. Ломоносова (1981) и аспирантуру этого же факультета на кафедре Общей физики и волновых процессов (1984). Кандидат физико-математических наук (1985, диссертация на тему “Нелинейные оптические восприимчивости колебательно возбуждённых молекул и их измерение с помощью автоматизированного спектроаналитического комплекса”, научный руководитель: С.А. Ахманов). Доктор физико-математических наук (2009, диссертация на тему “Моделирование динамики и спектроскопических свойств лазерно-индуцированных переходов в многоатомных молекулах и многоуровневых атомах”).
С 1984 г. работает на физическом факультете и в Международном лазерном центре МГУ. Доцент кафедры общей физики и волновых процессов физического факультета (1996). Заместитель декана по информационным технологиям (2000—2015). Директор Центра компьютерной физики факультета (2002—2015). Заместитель директора Международного лазерного центра МГУ (1991—2015). С 2009 — профессор физического факультета МГУ им. М.В. Ломоносова и с 2015 — зав. кафедрой физики Колмогоровского интерната МГУ; читает лекции для студентов-физиков 1-2-го курсов и спецкурсы для студентов и аспирантов по квантовой оптике и физике квантовой информации.
В 2015 г. В.Н. Задков был приглашён на работу в Институт спектроскопии РАН и, пройдя процедуру выборов, был назначен директором ИСАН в декабре 2015. С 2016 г.— заведующий базовой кафедрой квантовой оптики и нанофотоники Факультета физики НИУ Высшая Школа Экономики.
В.Н.Задков – член редколлегий журналов Eur. Phys. J. D, New Scientist (RU), зам. главного редактора “Вестник МГУ. Физика и астрономия” и “Учёные записки физического факультета МГУ”, председатель редсовета научного гумбольдтовского журнала “Россия и Германия”, научный редактор ряда сборников трудов SPIE, научный консультант Физической энциклопедии. Председатель Учёного совета Института Спектроскопии РАН, а также член Учёного совета физического факультета МГУ и диссертационного совета МГУ, заместитель председателя комиссии Учёного совета МГУ по академическим вопросам, член бюро научного совета РАН по проблеме “Оптика и лазерная физика”, председатель комитета по квантовой электронике Международного совета по чистой и прикладной физике (IUPAP, 2012—2014), член Совета Европейского физического общества (EPS) и Международного совета Американского оптического общества (OSA), президент Московского Гумбольдтовского клуба.
Председатель и член программных комитетов множества национальных и международных научных конференций, включая Международную конференцию по когерентной и нелинейной оптике (ICONO), CLEO/IQEC, European CLEO/EQEC, Nonlinear Optics, Quantum Optics, Международные конференции по применению лазеров в науках о жизни (LALS), Российско-Германские, Российско-Французские, и Российско-Китайские серии симпозиумов по лазерной физике и др.
В.Н. Задков подготовил 5 кандидатов наук. Является автором двух книг и около 200 научных работ.

### Область научных интересов
Лазерная физика, взаимодействие лазерного излучения с веществом, компьютерное моделирование, квантовая оптика и квантовая информация, нанофотоника и наноплазмоника.

### Научные достижения
В когерентной спектроскопии и нелинейной оптике им разработана теория насыщения в когерентной комбинационной спектроскопии молекулярных газов при наличии столкновительного сужения; выполнен пионерский эксперимент по наблюдению предсказанных эффектов в жидком азоте. Показано, что плазма лазерного пробоя обладает сильными нелинейно-оптическими свойствами.
В нелинейной оптике хиральных сред — предложен новый метод лазерного абсолютного асимметричного синтеза при комнатных температурах.
В молекулярной динамике — разработан новый подход, объединяющий классическую молекулярную динамику с квантовым описанием импульсного лазерного возбуждения электронных степеней свободы молекул. Показано, что динамика фотоизомеризации даже простых молекул не сводится к их динамике вдоль реакционной координаты и требуется учёт других степеней свободы.
В спектроскопии когерентных тёмных резонансов — предсказаны новые структуры в спектре резонансной флуоресценции Λ-системы. Показано, что четырёхфотонные процессы с участием возбуждающих световых полей имеют фундаментальный характер и ограничивают снизу спектральную ширину темного резонанса. Впервые разработана теория модуляционной спектроскопии тёмных резонансов.
В теории квантовой информации — обобщена концепция стандартного квантового измерения, которая может иметь существенно квантовый характер и наряду с возможностью квазиклассической формы представления может быть представлена в форме квантовой перепутанности между объектом и прибором. Предложен новый, основанный на использовании неселективной информации, криптографический квантовый протокол с континуальным алфавитом, превосходящий по эффективности предложенные ранее.
В наноплазмонике – выполнен цикл пионерских работ по квантовой оптике квантовых излучателей вблизи плазмонных наночастиц.

## Награды
- Лауреат премии Ленинского комсомола в области науки и техники (1984)
- Удостоен Исследовательской стипендии фонда Александра фон Гумбольдта (1997)
- Академик Международной академии лазерной медицины и хирургии (Флоренция, Италия, 2000)
- Почётный работник высшего профессионального образования Российской Федерации (2004)
- Посол Фонда Александра фон Гумбольдта в России (2009)
- Почётный член Европейского физического общества (EPS, 2017)
- Почётный профессор Нанджинского университета[англ.], Китай (2017)

## Семья
Мать – Задкова Любовь Викторовна, в девичестве Кирчикова (21.01.1932, Копейск, Россия — 30.01.1996, Челябинск, Россия), инженер
Отец – Задков Николай Степанович (12.12.1926, станция Чусовская, Россия — 26.09.1988, Челябинск, Россия), инженер
Жена – Холодняк Александра Анатольевна (25.03.1966, Москва, Россия — 02.03.2015, Балтимор, США), экономист
Сестра – Садчикова Галина Николаевна, в девичестве Задкова (05.08.1963, Челябинск, Россия), инженер, менеджер

## Основные труды
1. R.W. Boyd, S.G. Lukishova, and V.N. Zadkov (Eds.), Advances in Science of Light: From first single-photon and nonlinear optical experiments to modern quantum photonics, Springer (2017).
2. V.N. Zadkov and YU.V. Ponomarev, "Computers in experimental laboratory: Architecture and programming tools for data acquisition systems" (Nauka, Moscow, 1988), 376 p., In Russian.
3. E.D. Chubchev, YU.V. Vladimirova, and V. N. Zadkov, “Controlling near-field polarization distribution of a plasmonic prolate nanospheroid by its aspect ratio and polarization of the incident electromagnetic field,” Optics Express, vol. 22, no. 17, pp. 20432–20445 (2014).
4. V. M. Pastukhov, YU.V. Vladimirova, and V. N. Zadkov, “Photon-number statistics from resonance fluorescence of a two-level atom near a plasmonic nanoparticle,” Physical Review A, vol. 90, pp. 063831–11 (2014).
5. E. Chubchev, YU.V. Vladimirova, and V. Zadkov, “Near- feld polarization of a plasmonic prolate nanospheroid in a gaussian beam,” Laser Physics Letters, vol. 12, no. 015302 (2015).
6. A. P. Popov, T. E. J. Fabricius, V.N. Zadkov, “Laser applications in life sciences,” J. Biophotonics 4, 141–142 (2011).
7. Yu.V.Vladimirova, V.V.Klimov, V.M.Pastukhov, V.N. Zadkov, "Modification of two-level atom resonance fluorescence near a plasmonic nanostructure", Phys. Rev. A 85, 053408-8 (2012).
8. G.S.Sobko, V.N. Zadkov, D.D.Sokoloff, V.I.Trukhin, "Geomagnetic reversals in a simple geodynamo model", Geomagnetism and Aeronomy, 52(2), 254-260 (2012).
9. D. Yanyshev, V. Balykin, Y. Vladimirova, and V. Zadkov, “Dynamics of atoms in a femtosecond optical dipole trap,” Physical Review A, vol. 87, no. 3, pp. 033411–14 (2013).
10. D.V. Zhdanov, V.N. Zadkov, “Laser-assisted molecular orientation in gaseous media: new possibilities and applications,” New J. of Physics 11, 1–13 (2009).
11. D.V. Zhdanov, V.N. Zadkov, “Coherent control of chirality in ensemble of randomly oriented molecules using a sequence of short laser pulses,” Laser Physics 19, 1–12 (2009).
12. Yu.V. Vladimirova, V.N. Zadkov, A.V. Akimov, A. Y. Samokotin, A.V. Sokolov, V. N. Sorokin, N. N. Kolachevsky, “Frequency-modulation spectroscopy of coherent dark resonances in Rb-87 atoms,” Applied Phyics B 97, 35–46 (2009).
13. D.V. Zhdanov, V.N. Zadkov, “Laser assisted control of molecular orientation at high temperatures,” Physical Review A 77, 011401–4 (2008).
14. J.V. Vladimirova, B.A. Grishanin, V.N. Zadkov, V. Biancalana, G. Bevilacqua, Y. Dancheva, L. Moi, “Computer modeling of frequency-modulation spectra of coherent dark resonances,” Laser Physics Letters 3, 427–436 (2006).
15. Yu.V.Vladimirova, B.A.Grishanin, V.N. Zadkov, V. Biancalana, G. Bevilacqua, Y. Dancheva, L. Moi, “Theory of frequency-modulation spectroscopy of coherent dark resonances,” J. of Experimental and Theoretical Physics 103, 528–538 (2006).
16. D.V.Zhdanov, B.A.Grishanin, V.N. Zadkov, “Selection of molecules by their orientation at the combined action of laser and electrostatic fields,” J. of Experimental and Theoretical Physics 103, 335–345 (2006).
17. B.A. Grishanin, V.N. Zadkov, “Correspondence between quantum and classical information: Generalized quantum measurements,” Physical Review A 73, 042312–16 (2006).
18. B.A. Grishanin, V.N. Zadkov, “Physical implementation of entangling quantum measurements,” Laser Physics Letters 2, 106–111 (2005).
19. D.V. Sych, B.A. Grishanin, V.N. Zadkov, “Critical error rate of quantum-key-distribution protocols versus the size and dimensionality of the quantum alphabet,” Physical Review A 70, 052331–8 (2004).
20. Yu.V.Vladimirova, B.A.Grishanin, V.N. Zadkov, N.N.Kolachevskii, A.V.Akimov, N.A.Kisilev, S.I.Kanorskiiй, “Spectroscopy of coherent dark resonances in multilevel atoms on example of samarium vapor,” J. of Experimental and Theoretical Physics 123, 710–725 (2003).
21. B.A. Grishanin, V.N. Zadkov, “Entangling quantum measurements and their properties,” Physical Review A 68, 22309–8 (2003).
22. S.S. Bychkov, B.A. Grishanin, V.N. Zadkov, H. Takahashi, “Laser coherent control of molecular chiral states via entanglement of the rotational and torsional degrees of freedom,” J. of Raman Spectroscopy 33, 962–973 (2002).
23. I.V.Bargatin, B.A.Grishanin, V.N. Zadkov, “Quantum entangled states of atomic systems,” Physics-Uspekhi 171, 625–647 (2001).
24. I.V. Bargatin, B.A. Grishanin, V.N. Zadkov, “Generation of entanglement in a system of two dipole-interacting atoms by means of laser pulses,” Fortschr. Phys. 48, 631–641 (2000).
25. I.V. Bargatin, B.A. Grishanin, V.N. Zadkov, “Analysis of radiatively stable entanglement in a system of two dipole-interacting three-level atoms,” Physical Review A 61, 052305–7 (2000).
26. B.A. Grishanin, V.N. Zadkov, “Coherent information analysis of quantum channels in simple quantum systems,” Physical Review A 62, 032303–12 (2000).
27. B.A. Grishanin, V.N. Zadkov, D. Meschede, “Modification of resonance fluorescence and absorption in a Λ-system by four-wave mixing,” Physical Review A 58, 4235–4238 (1998).
28. V.D. Vachev, J. H. Frederick, B.A. Grishanin, V.N. Zadkov, N.I. Koroteev, “Quasiclassical molecular dynamics simulation of the photoisomerization of stilbene,” J. Physical Chemistry 99, 5247–5263 (1995).
29. V.D. Vachev, J. H. Frederick, B.A. Grishanin, V.N. Zadkov, N.I. Koroteev, “Stilbene isomerization dynamics on multidimensional potential energy surface: molecular dynamics simulation,” Chemical Physics Letters 215, 306–314 (1993).
30. V.N. Zadkov, P.V.Kozlov, S.A.Losev, V.P.Pavlov, “Coherent spectroscopy of shock waves,” Quantum Electronics 15, 118–125 (1988).
31. V.N. Zadkov, L.B.Meisner, T.Shroder, “Direct calculation of dipole contribution in second harmonic generation by near-surface layer of a centrosymmetric crystal,” Optics and Spectroscopy 63, 695–698 (1987).
32. S. V. Govorkov, N.I. Koroteev, I. L. Shumay, V.N. Zadkov, “CARS probing of the Si Raman mode transformation during strong picosecond pulsed laser irradiation,” Solid State Communications 62, 331–335 (1987).
33. I. L. Shumay, V.N. Zadkov, D. J. Heinzen, M. M. Kash, M. S. Feld, “Observation of the saturation effects in continuous-wave coherent anti-Stokes Raman spectroscopy of liquid nitrogen,” Optics Letters 11, 233–235 (1986).
34. V.N. Zadkov, N.I. Koroteev, “Saturation effects in CARS: Collisionally narrowed Raman spectra of diatomic gases,” Chemical Physics Letters 105, 108–113 (1984).
35. S. A. Akhmanov, S. M. Gladkov, V.N. Zadkov, M. G. Karimov, N.I. Koroteev, G. Marowsky, “CARS thermometry of polyatomic gases: SF6,” IEEE J. Quantum Electronics 20, 424–427 (1984).
36. V.N. Zadkov, N.I. Koroteev, M. V. Rychov, A. B. Fedorov, “Saturation spectroscopy of coherent Raman scattering in molecular gases,” Applied Phyics B 34, 167–170 (1984).
37. V.N. Zadkov, A. A. Puretzky, “CARS spectra of thermally excited SF6 molecules,” Applied Physics B 31, 89–96 (1983).
38. R.V.Ambartsymian, S.A.Akhmanov, A.M.Brodnikovskii, S.M.Gladkov, V.N. Zadkov, M.G.Karimov, N.I.Koroteev, A.A.Puretskii, “Coherent active Raman spectroscopy of polyatomic molecules excited by multiphoton IR radiation,” JETP Lett. 35, 170–173 (1982).
39. A.M.Brodnikovskii, S.M.Gladkov, V.N. Zadkov, M.G.Karimov, N.I.Koroteev, “Nonlinear optical effects in a laser-produced plasma in the field of ns pulses of Nd:YAG laser,” JETP Lett. 8, 497–502 (1982).
40. В. Н. Задков, Ю. В. Пономарёв. Компьютер в эксперименте: Архитектура и программные средства систем автоматизации. — Учебное руководство. — М.: Наука, 1988. — 376 с. — 32 000 экз. — ISBN 5-02-013854-1.